# Russen (televisieserie)
Russen is een Nederlandse politieserie van de KRO die voor het eerst werd uitgezonden in 2000. In 2004, na het vijfde seizoen waren er in totaal 42 afleveringen van de serie gemaakt. 
De afleveringen van Russen werden geschreven door een team van schrijvers, dat bestond uit Dick van den Heuvel, Simon de Waal, Stan Lapinski en Addy Weijers. Diverse regisseurs namen afleveringen voor hun rekening, maar het merendeel van de episodes werd gemaakt door Pollo de Pimentel en Anne van der Linden. Ook regisseurs als Danniel Danniel, Casper Verbrugge, Gerrard Verhage, Arno Dierckx en Pieter Walther Boer namen afleveringen voor hun rekening. Director of Photography Mark de Blok NSC. De muziek is van Johan Hogewijs.
De naam Russen is Bargoens voor rechercheurs, waar het in de serie vooral om gaat. Het oplossen van misdaden en vangen van boeven staat minder vooraan; het gaat vooral om de persoonlijkheid van de rechercheurs en de dilemma's waarmee zij te maken krijgen. De onderwerpen gaan met de afleveringen en seizoenen steeds dieper. Voornamelijk seizoen 3 richt zich op de complexe maar vooral verontrustende en/of lugubere zaken. 
De eerste drie seizoenen zijn op dvd uitgebracht.
De serie is bedacht door toenmalig hoofd drama KRO Frank Jansen (producent) en dramaturg Addy Weijers. 

## Rolverdeling
| Acteur            | Personage           | Functie         | Persoonlijke afleveringen                                              |
| ----------------- | ------------------- | --------------- | ---------------------------------------------------------------------- |
| Hans Dagelet      | Henk van der Scheur | Hoofdinspecteur | S1A6, S2A5, S3A1, S3A2, S4A5, S4A7, S4A8, S5A7, S5A8                   |
| Thom Hoffman      | Paul de Vos         | Rechercheur     | S1A1, S1A2, S1A5, S2A2, S2A7, S2A8, S3A3, S3A4, S4A3, S4A6, S5A1, S5A3 |
| Marjolein Keuning | Leonie van Velzen   | Rechercheur     | S1A3, S1A7, S2A1, S2A6, S3A8, S5A4                                     |
| Mattijn Hartemink | Tom Kaufman         | Rechercheur     | S1A4, S1A8, S2A4, S3A6, S4A2, S5A2, S5A6                               |
| Giam Kwee         | Liu Cha (S2-S5)     | Rechercheur     | S3A8, S4A4, S5A5                                                       |
| Gonny Gaakeer     | Masha Ten Hag (S1)  | Rechercheur     | S1A8, S1A10                                                            |

## Afleveringen
- Lijst van afleveringen van Russen